# Stefán Jóhann Stefánsson
Stefán Jóhann Stefánsson (født 20. juli 1894, død 20. oktober 1980), var Islands statsminister fra 4. februar 1947 til 6. december 1949. Han var medlem af Islands Socialdemokratiske Parti (Alþýðuflokkurinn).
Han sad i Altinget 1934-37 og 1946-53. Han var 1. Næstformand for Altingets nederste afdeling 1934-37. Stefánsson var socialminister 1939-41, udenrigs- og socialminister 1941-42 og stats- og socialminister 1947-49. Han var Islands ambassadør i Danmark 1957-65.